# Marre
Pour les articles homonymes, voir Marre (homonymie).
Marre est une commune française située dans le département de la Meuse, en région Grand Est.

## Géographie
| Chattancourt             | Chattancourt     | Champneuville    |
| Chattancourt             | Marre            | Champneuville    |
| Fromeréville-les-Vallons | Charny-sur-Meuse | Charny-sur-Meuse |

### Hydrographie
La commune est dans le bassin versant de la Meuse au sein du bassin Rhin-Meuse. Elle est drainée par la Meuse, le ruisseau de la Claire et le ruisseau de Bamont,.
La Meuse, d'une longueur de 486 km dans sa partie française, est un fleuve européen qui prend sa source en France, dans la commune du Châtelet-sur-Meuse, à 409 mètres d'altitude, et se jette dans la mer du Nord après un cours long d'approximativement 950 kilomètres traversant la France, la Belgique et les Pays-Bas. 

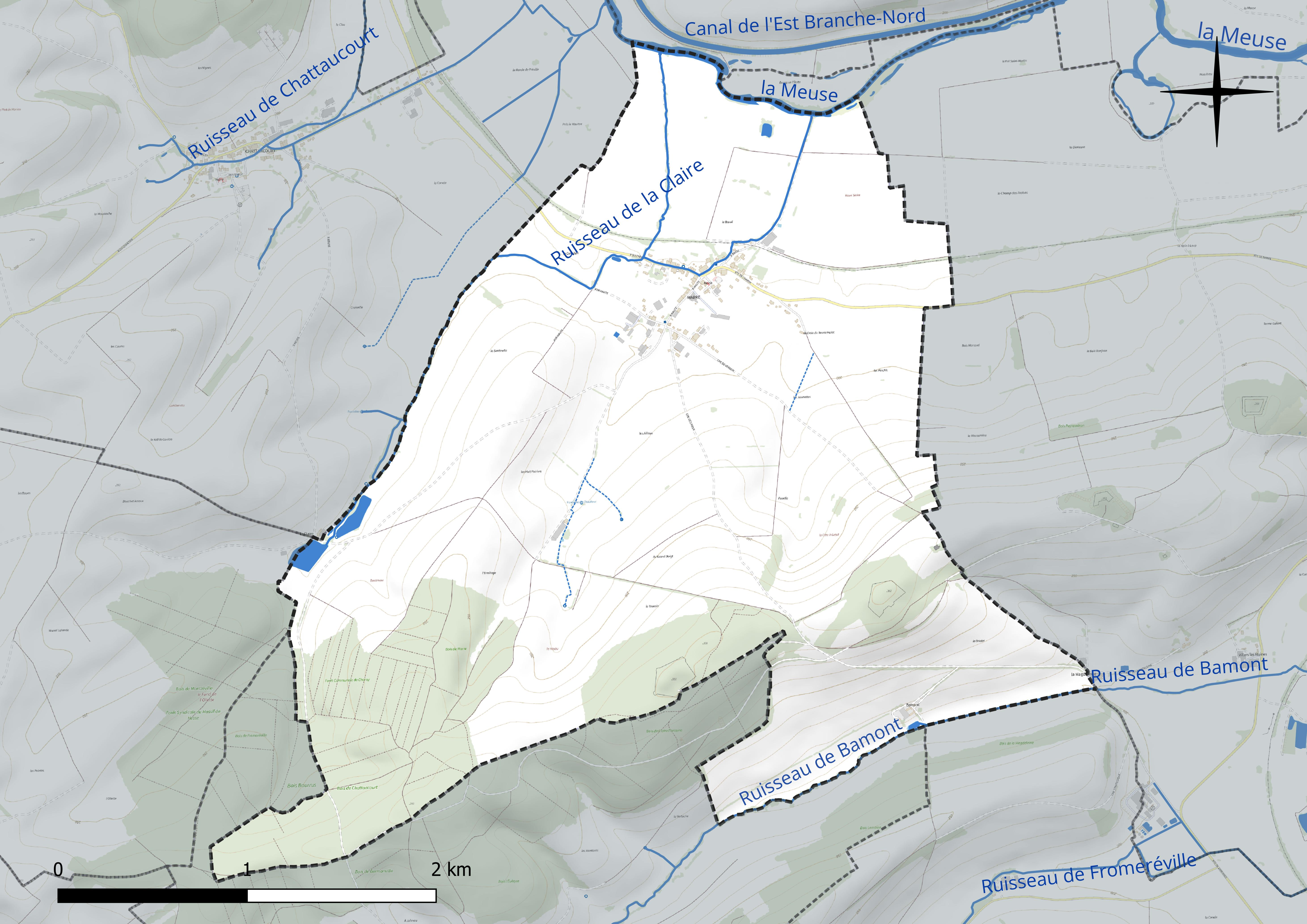
Réseau hydrographique de Marre.

### Climat
Pour des articles plus généraux, voir Climat du Grand Est et Climat de la Meuse.
En 2010, le climat de la commune est de type climat de montagne, selon une étude du Centre national de la recherche scientifique s'appuyant sur une série de données couvrant la période 1971-2000. En 2020, Météo-France publie une typologie des climats de la France métropolitaine dans laquelle la commune est exposée à un climat océanique altéré et est dans la région climatique  Lorraine, plateau de Langres, Morvan, caractérisée par un hiver rude (1,5 °C), des vents modérés et des brouillards fréquents en automne et hiver. 
Pour la période 1971-2000, la température annuelle moyenne est de 9,8 °C, avec une amplitude thermique annuelle de 16 °C. Le cumul annuel moyen de précipitations est de 930 mm, avec 14 jours de précipitations en janvier et 9,6 jours en juillet. Pour la période 1991-2020, la température moyenne annuelle observée sur la station météorologique de Météo-France la plus proche, « Septsarges », sur la commune de Septsarges à 12 km à vol d'oiseau, est de 10,3 °C et le cumul annuel moyen de précipitations est de 942,8 mm. 
La température maximale relevée sur cette station est de 39,9 °C, atteinte le 25 juillet 2019 ; la température minimale est de −15,7 °C, atteinte le 1er janvier 1997,,. 
Les paramètres climatiques de la commune ont été estimés pour le milieu du siècle (2041-2070) selon différents scénarios d'émission de gaz à effet de serre à partir des nouvelles projections climatiques de référence DRIAS-2020. Ils sont consultables sur un site dédié publié par Météo-France en novembre 2022.

## Urbanisme

### Typologie
Au 1er janvier 2024, Marre est catégorisée commune rurale à habitat dispersé, selon la nouvelle grille communale de densité à sept niveaux définie par l'Insee en 2022.
Elle est située hors unité urbaine. Par ailleurs la commune fait partie de l'aire d'attraction de Verdun, dont elle est une commune de la couronne,. Cette aire, qui regroupe 103 communes, est catégorisée dans les aires de moins de 50 000 habitants,.

### Occupation des sols
L'occupation des sols de la commune, telle qu'elle ressort de la base de données européenne d’occupation biophysique des sols Corine Land Cover (CLC), est marquée par l'importance des territoires agricoles (78,5 % en 2018), une proportion sensiblement équivalente à celle de 1990 (78,7 %). La répartition détaillée en 2018 est la suivante : 
terres arables (55,3 %), prairies (23,2 %), forêts (18,2 %), zones urbanisées (3,3 %). L'évolution de l’occupation des sols de la commune et de ses infrastructures peut être observée sur les différentes représentations cartographiques du territoire : la carte de Cassini (XVIIIe siècle), la carte d'état-major (1820-1866) et les cartes ou photos aériennes de l'IGN pour la période actuelle (1950 à aujourd'hui).

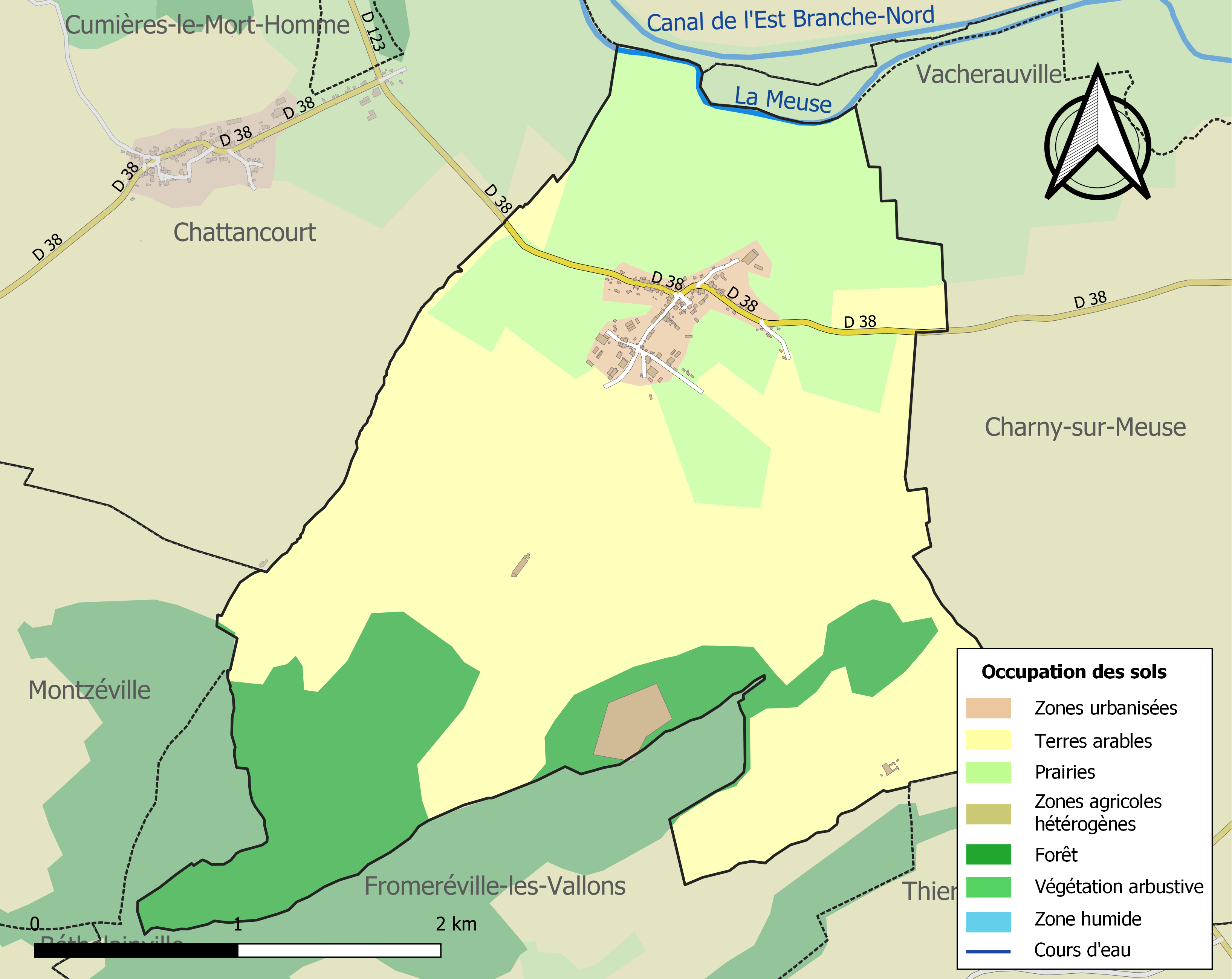
Carte des infrastructures et de l'occupation des sols de la commune en 2018 (CLC).

## Toponymie
Le nom de la localité est attesté sous les formes Marva (952) ; Villa quæ dicitur Marua (961) ; Ecclesia de Mareleio (962) ; Maroa (962) ; Marva super fluvium Mosam (967) ; Marra (980) ; Mareia (1047) ; Maira (1061) ; Ecclesia de Maroa (1125) ; De Marue (1193) ; In villa de Meruelles (1203) ; Mare (1219) ; Marvelle (1252) ; Mariacum (1738).

Peut-être de l'oïl marre « houe de vigneron, large et recourbée », peut-être pour décrire la forme du village, ou un champ labouré avec une marre. 
Nom sans rapport avec une mare, mot normand qui ne s'est diffusé en français que vers le XVIe siècle.

## Histoire
Proche de la côte 304 et des deux forts surplombants le village, Marre a été le théâtre d'affrontement lors de la bataille de Verdun en 1916.

## Politique et administration
| Période                                  | Période                   | Identité                                   | Étiquette | Qualité |
| ---------------------------------------- | ------------------------- | ------------------------------------------ | --------- | ------- |
| Les données manquantes sont à compléter. |                           |                                            |           |         |
| (maire en 1981)                          |                           | Lucien Guiot                               |           |         |
| mars 2001                                | mars 2014                 | Lucien Hergott                             |           |         |
| mars 2014                                | En cours (au 24 mai 2020) | Jean Vernel Réélu pour le mandat 2020-2026 |           | Cadre   |

## Population et société

### Démographie
L'évolution du nombre d'habitants est connue à travers les recensements de la population effectués dans la commune depuis 1793. Pour les communes de moins de 10 000 habitants, une enquête de recensement portant sur toute la population est réalisée tous les cinq ans, les populations de référence des années intermédiaires étant quant à elles estimées par interpolation ou extrapolation. Pour la commune, le premier recensement exhaustif entrant dans le cadre du nouveau dispositif a été réalisé en 2006.

En 2022, la commune comptait 181 habitants, en évolution de +11,73 % par rapport à 2016 (Meuse : −4,4 %, France hors Mayotte : +2,11 %).
| 1793 | 1800 | 1806 | 1821 | 1831 | 1836 | 1841 | 1846 | 1851 |
| ---- | ---- | ---- | ---- | ---- | ---- | ---- | ---- | ---- |
| 278  | 323  | 361  | 364  | 364  | 355  | 346  | 328  | 342  |

| 1856 | 1861 | 1866 | 1872 | 1876 | 1881 | 1886 | 1891 | 1896 |
| ---- | ---- | ---- | ---- | ---- | ---- | ---- | ---- | ---- |
| 365  | 364  | 337  | 328  | 393  | 406  | 645  | 484  | 591  |

| 1901 | 1906 | 1911 | 1921 | 1926 | 1931 | 1936 | 1946 | 1954 |
| ---- | ---- | ---- | ---- | ---- | ---- | ---- | ---- | ---- |
| 585  | 555  | 520  | 157  | 174  | 175  | 166  | 164  | 163  |

| 1962 | 1968 | 1975 | 1982 | 1990 | 1999 | 2006 | 2011 | 2016 |
| ---- | ---- | ---- | ---- | ---- | ---- | ---- | ---- | ---- |
| 148  | 141  | 142  | 135  | 141  | 151  | 171  | 160  | 162  |

| 2021 | 2022 | - | - | - | - | - | - | - |
| ---- | ---- | - | - | - | - | - | - | - |
| 175  | 181  | - | - | - | - | - | - | - |

## Culture locale et patrimoine

### Lieux et monuments
- Église Saint-Saintin (Saint Saintin, premier évêque de Verdun).
- Monument aux morts.
- Croix de chemin, 1887.
- Puits-abreuvoirs.

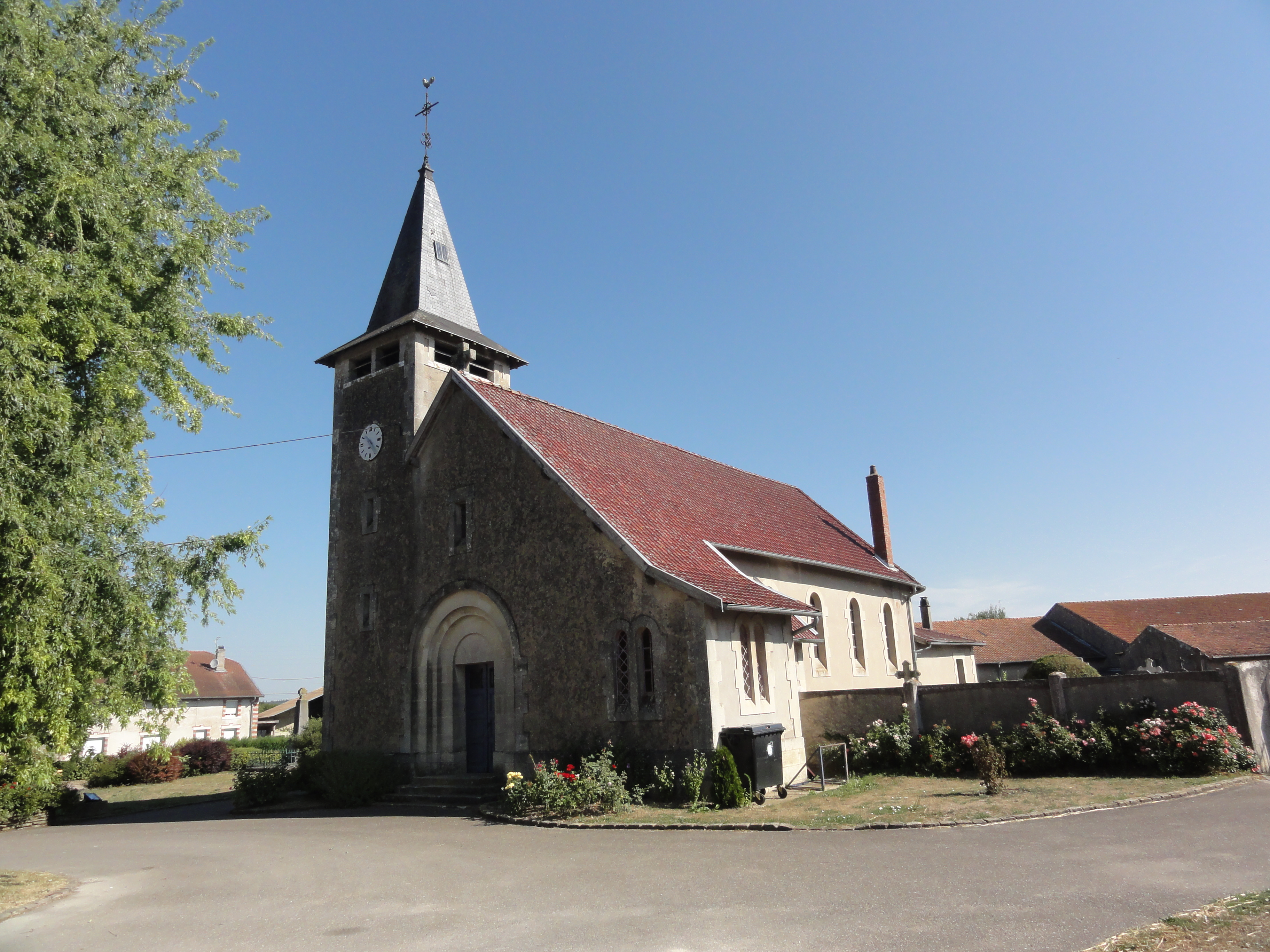
Église Saint-Saintin.
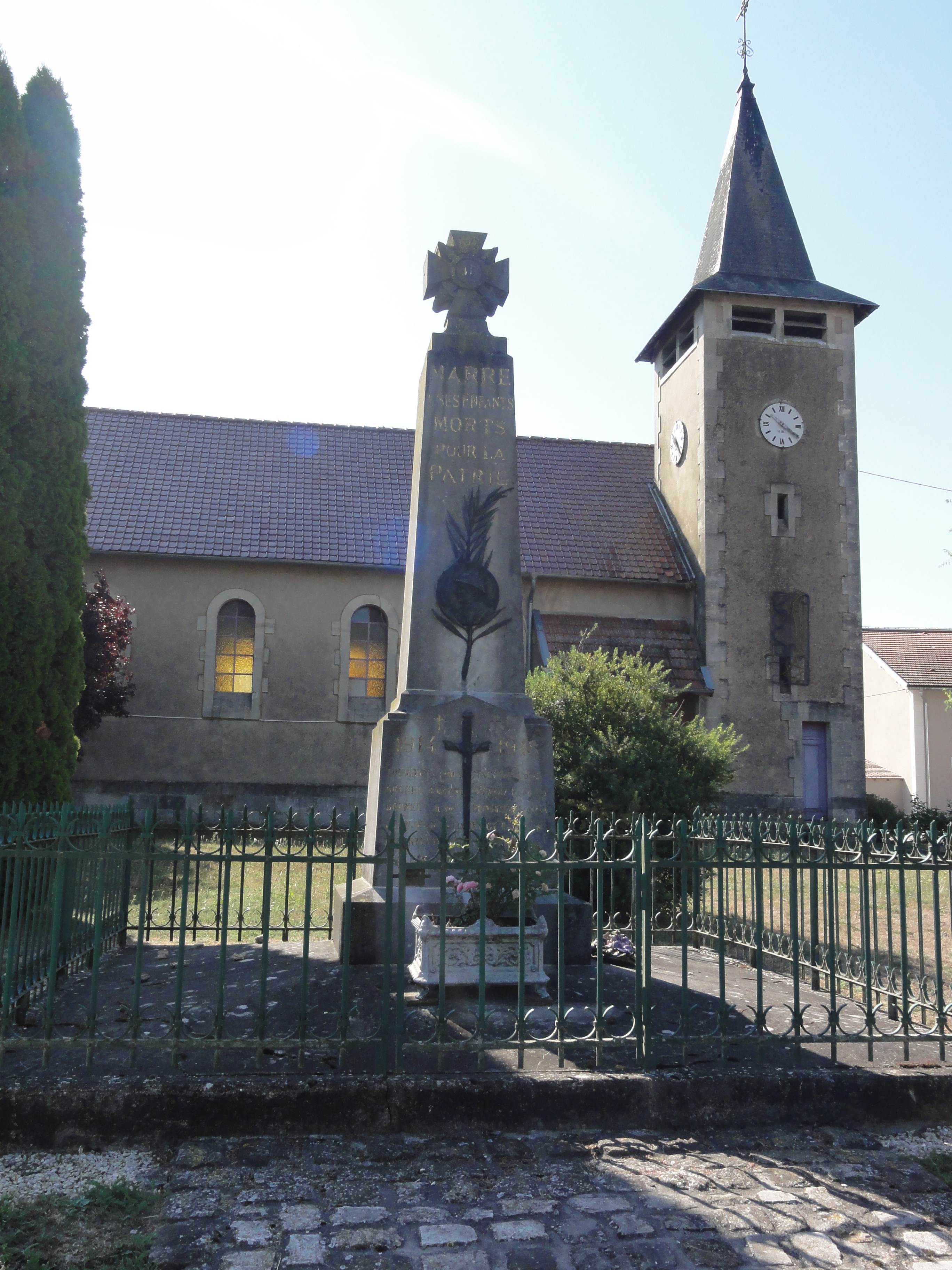
Monument aux morts.
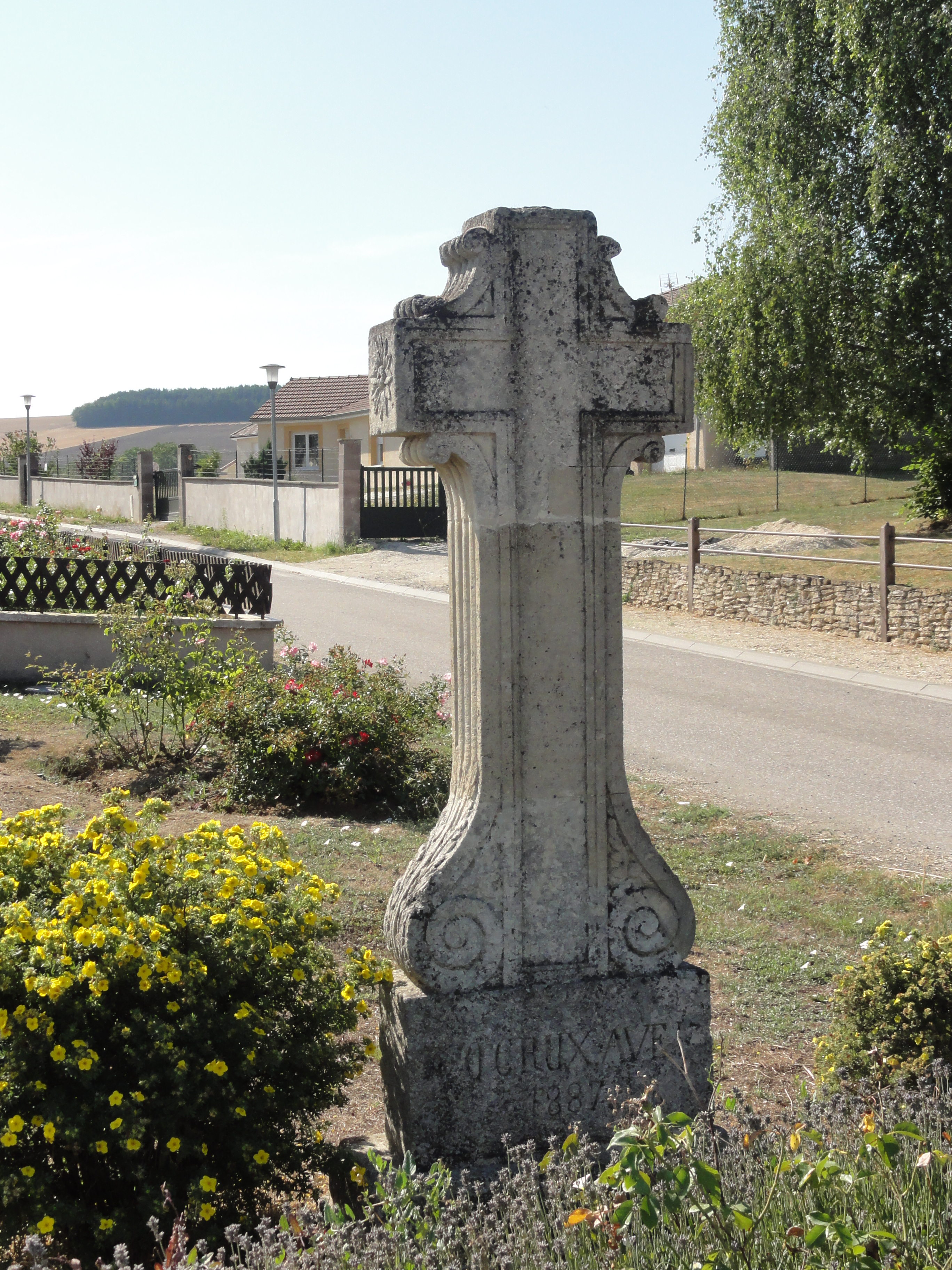
Croix de chemin, 1887.
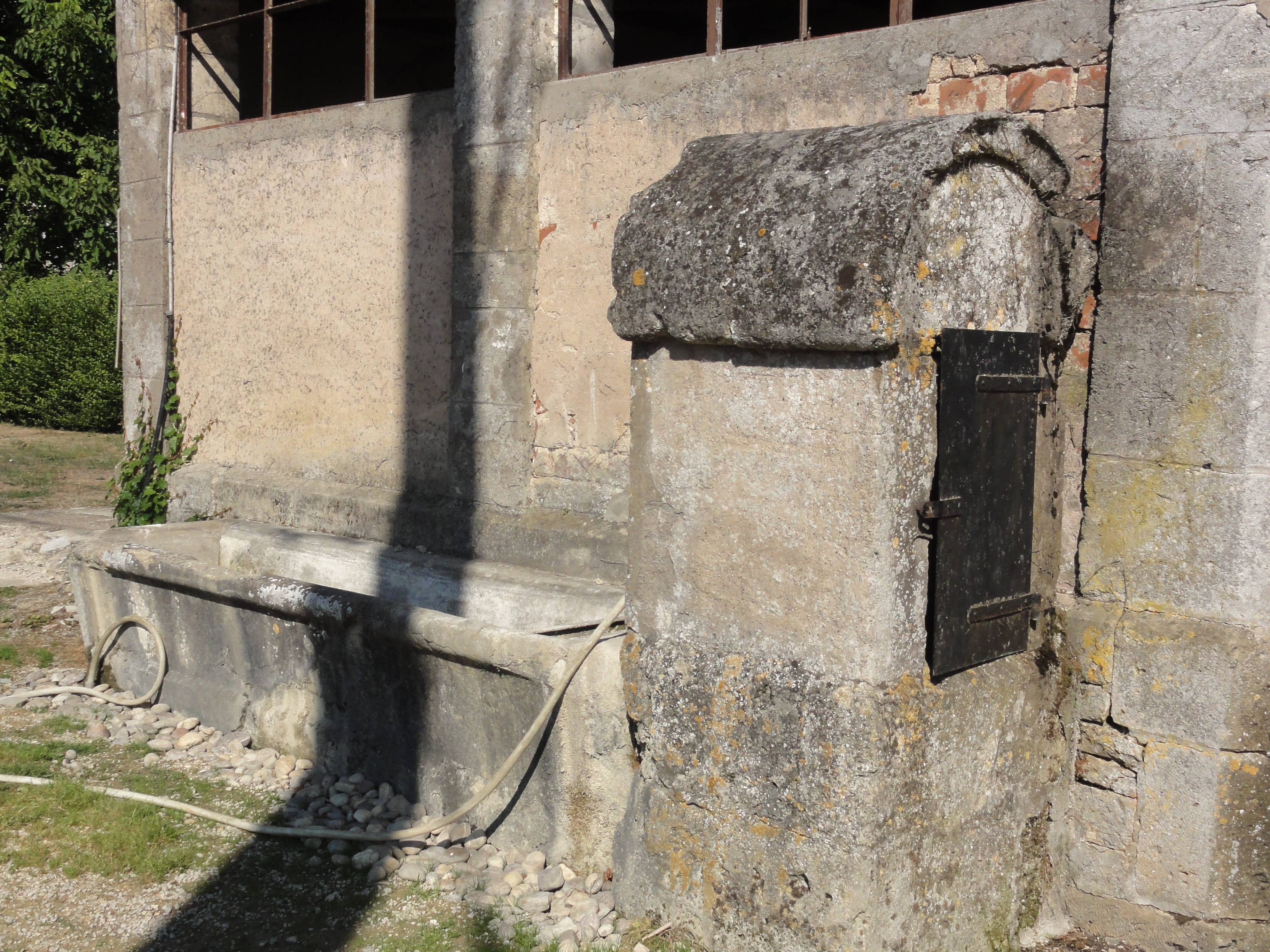
Puits-abreuvoir.

### Héraldique, logotype et devise
| Blason de Marre | Blason  | Parti : au 1er d'azur à la croisette recroisetée au pied fiché d'or, au 2e de gueules au Phénix d'argent ; le tout enfermé dans une bordure crénelée d'or. |
| Blason de Marre | Détails | Création Jean-François BINON en 2009, utilisée en 2017. |